# Willy Enders
Willy Enders (* 11. April 1886 in Sonneberg; † 7. Januar 1938 in Eisenach) war ein deutscher Sozialdemokrat und Widerstandskämpfer gegen den Nationalsozialismus.

## Leben

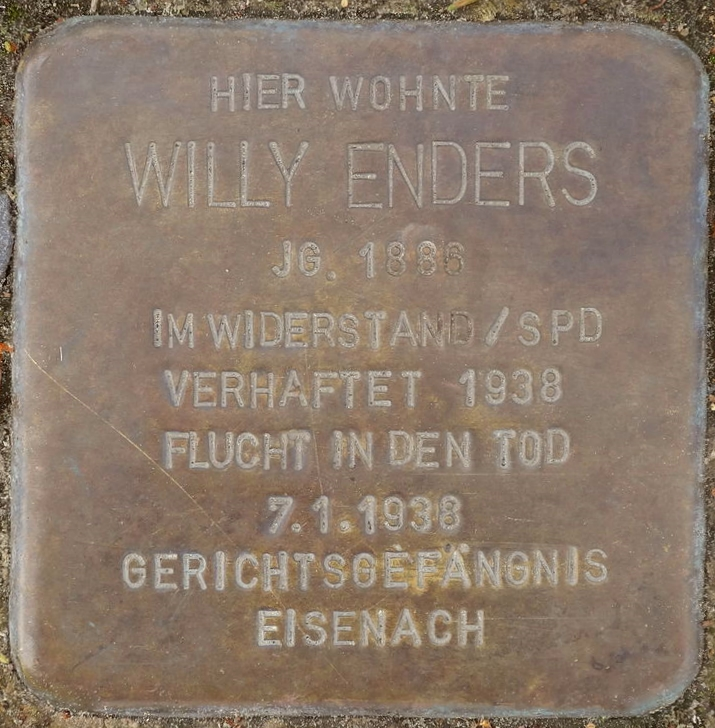
Stolperstein für Willy Enders

Enders wurde am 11. April 1886 in Sonneberg geboren und ließ sich 1908 in Eisenach nieder. Seit 1905 war er Mitglied der SPD. Seit den 1920er Jahren als Bibliothekar der Gewerkschaftsbibliothek Eisenach tätig, engagierte er sich frühzeitig im Widerstand gegen den Nationalsozialismus und wurde Mitglied des Internationalen Sozialistischen Kampfbundes, weswegen er am 5. Januar 1938 verhaftet wurde. Zwei Tage später, am 7. Januar 1938, nahm er sich im Gerichtsgefängnis Eisenach das Leben.

## Ehrungen
In Eisenach wurde zu Zeiten der DDR eine Straße nach Enders benannt, die diesen Namen bis heute trägt. Am 18. März 2014 wurde ihm zum Gedenken ein Stolperstein vor seinem früheren Wohnhaus in der Stedtfelder Straße in Eisenach verlegt.
siehe auch: Liste der Stolpersteine in Eisenach